# Katastralgemeinde Straßburg Land
Die Katastralgemeinde Straßburg Land ist eine von drei Katastralgemeinden der Gemeinde Straßburg im Bezirk St. Veit an der Glan in Kärnten, Österreich. Sie hat eine Fläche von 5.359,42 ha (Stand 31. Dezember 2023) und umfasst somit etwas mehr als die Hälfte der Fläche der Stadtgemeinde Straßburg. Am 1. Jänner 2024 lebten in der Katastralgemeinde 392 Personen oder etwa ein Fünftel der Einwohner der Stadtgemeinde Straßburg.
Die Katastralgemeinde gehört zum Sprengel des Vermessungsamtes Klagenfurt.

## Lage
Die Katastralgemeinde Straßburg Land umfasst etwa die Westhälfte der der Gemeinde Straßburg, im Westen des Bezirks Sankt Veit an der Glan, im Gurktal, jedoch ohne den Gemeindehauptort Straßburg-Stadt und dessen unmittelbare Umgebung. Zur Katastralgemeinde gehören somit schattseitig zum Gurktal abfallende Hänge des nördlichen Höhenzugs der Wimitzer Berge, der Talboden des Gurktals zwischen den Gemeindehauptorten Gurk und Straßburg-Stadt, und weitläufige Täler und Hänge, die sich sonnseitig vom Gurktal nach Norden hin zur Wasserscheide auf dem Rücken des Mödringbergzugs erstrecken. Die Katastralgemeinde grenzt im Norden an die Gemeinden Metnitz und Friesach, im Osten an die Katastralgemeinden St. Georgen und Straßburg Stadt der Gemeinde Straßburg, im Südosten an die Gemeinde Mölbling, im Süden und Südwesten an die Gemeinde Gurk und im Westen an die Gemeinde Weitensfeld im Gurktal.

## Ortschaften
Auf dem Gebiet der Katastralgemeinde Straßburg Land liegen die Ortschaften Bachl, Edling, Gassarest, Glabötsch, Gruschitz, Hausdorf, Kraßnitz, Kreuth, Kreuzen, Langwiesen, Lees, Mannsdorf, Mitterdorf, Olschnitz, Olschnitz-Lind, Pölling, Ratschach, St. Jakob, St. Johann, St. Peter, Schneßnitz, Unterrain und Winklern sowie Teile der Ortschaften Machuli, Schattseite, Wildbach und der zum Gemeindehauptort Straßburg-Stadt gehörende Hof Süßmann (Geyerweg).
Am 1. April 2020 umfasste die Katastralgemeinde 218 Adressen.

## Vermessungsamt-Sprengel
Die Katastralgemeinde Straßburg Land gehört seit 1. Jänner 1998 zum Sprengel des Vermessungsamtes Klagenfurt. Davor war sie Teil des Sprengels des Vermessungsamtes St. Veit an der Glan.

## Geschichte
Ende des 18. Jahrhunderts wurden die Kärntner Steuergemeinden (später: Katastralgemeinden) gebildet und Steuerbezirken zugeordnet. Die Steuergemeinde Straßburg Land wurde Teil des Steuerbezirks Straßburg.
Im Zuge der Reformen nach der Revolution 1848/49 wurden in Kärnten die Steuerbezirke aufgelöst und Ortsgemeinden bzw. politische Gemeinden gebildet, die jeweils das Gebiet einer oder mehrerer Steuergemeinden umfassten. Aus den Katastralgemeinden Straßburg Land, Straßburg Stadt und St. Georgen in ihrer damaligen Größe wurde die politische Gemeinde Straßburg errichtet.
Die Größe der Katastralgemeinde Straßburg Land wurde 1854 mit 11611 Österreichischen Joch und 852 Klaftern (ca. 6682 ha, also über 1300 ha mehr als die heutige Ausdehnung) angegeben; damals lebten 1442 Personen auf dem Gebiet der Katastralgemeinde.
1924 beschloss die Kärntner Landesregierung eine Änderung der Grenze zwischen den Gemeinden Gurk und Straßburg, um die Gemeindegrenzen dem Gurker Schulsprengel anzupassen. 1925 wurde dieser bis dahin noch nicht umgesetzte Beschluss abgeändert: Reichenhaus, Kreuzberg, Teile von Gassarest und kleine Teile von St. Peter und der ehemaligen Ortschaft Passeggen wurden von der Katastralgemeinde Straßburg Land abgetrennt und kamen an die Gemeinde Gurk, hingegen verblieben Glabötsch, St. Johann, der Großteil von St. Peter und ein Teil von Passeggen entgegen dem ursprünglichen Beschluss in der Katastralgemeinde Straßburg Land, um zu vermeiden, dass der weiterhin zur Gemeinde Straßburg gehörende Bereich des Schulsprengels St. Jakob vom Gemeindehauptort aus nur mehr über Gurker Gebiet erreichbar wäre.
Die Katastralgemeinde Straßburg Land gehörte ab 1850 zum politischen Bezirk St. Veit an der Glan und zum Gerichtsbezirk Gurk. 1854 bis 1868 gehörte sie zum Gemischten Bezirk Gurk. Seit der Reform 1868 ist sie wieder Teil des politischen Bezirks St. Veit an der Glan, zunächst als Teil des Gerichtsbezirks Gurk, seit 1978 als Teil des Gerichtsbezirks St. Veit an der Glan.